# 炭河里遺跡
炭河里遺跡（たんかりいせき）は、中国の湖南省長沙市寧郷市黄材鎮に位置する遺跡。殷から西周にかけての大量の青銅器が出土したことで知られる。

## 青銅器
中国最大の方尊である四羊方尊はここから出土した。そのほか人面紋方鼎や大銅鐃などの重要な青銅器が発見されている。

## 西周宮殿遺跡
炭河里遺跡には西周の宮殿跡があり、2005年から発掘が行われている。

## 論争
殷代の文化の中心は河南省の一帯にあり、一般に殷代の文化は長江まで及ばないと考えられてきた。この遺跡で多くの青銅器が発見されたことから、歴史家たちはおもに3種の解釈をしている。殷の人が中原からもたらしたとする説、殷の人がこの地で鋳造したとする説、殷の時期に他の民族がこの地で鋳造したとする説である。